# هانز بلومر
هانز بلومر هو سبّاح سويسري، مثّل بلاده في الألعاب الأولمبية الصيفية 1948.

## روابط خارجية
هانز بلومر على موقع أوليمبيديا (الإنجليزية)